# 安东·巴桑斯基
安东·亚历山德罗维奇·巴桑斯基（羅馬化：Anton Aleksandrovich Basanskiy；1987年7月7日—）是俄罗斯政治人物，第八届国家杜马代表。他的父亲亚历山大·巴桑斯基是亿万富翁，在《福布斯》俄罗斯百位最高收入公务员排行榜中名列第四。
安东·巴桑斯基于2009年毕业于圣彼得堡国立矿业大学。2020年，巴桑斯基在俄罗斯联邦总统国民经济与国家行政学院继续深造。2015年至2021年，担任马加丹市第六届和第七届杜马代表。 2016年，他被任命为统一俄罗斯党青年近卫军地区支部负责人。他于2020年辞去该职务，成为俄罗斯联邦委员会青年立法委员院成员。
2021年9月，他担任第八届国家杜马代表。2021年10月12日，他还被任命为国家杜马俄罗斯远东和极北地区发展委员会副主席。
2025年3月4日，他辞去国家杜马议员职务，转而担任俄罗斯远东和北极发展部副部长。

## 制裁
巴桑斯基于2022年因俄乌战争而受到英国政府制裁。